# Cal Costelleta Petit
Cal Costelleta Petit és una masia del Prat de Llobregat (Baix Llobregat) inclosa a l'Inventari del Patrimoni Arquitectònic de Catalunya.

## Descripció
Masia que correspon a la tipologia 1.II de l'esquema de Danés i Torras. La façana és perpendicular a l'eix de la teulada, aquesta a dues vessants. Una ala lateral és coberta a una vessant i s'afegeix en sentit perpendicular a la teulada principal i a l'altura d'un pis. La pedra és el material dominant i es combina amb el maó utilitzat als muntants de portes i finestres. La noblesa dels materials suggereix una datació primerenca dins el conjunt de les masies del Delta, cap a finals del segle xviii.